# 비스킷 (미국 음식)
비스킷(영어: biscuit)은 미국의 빵이다. 퀵 브레드의 일종으로, 미국 남부에서는 그레이비를 얹은 비스킷 앤드 그레이비를 아침으로 즐겨 먹는다.

## 사진

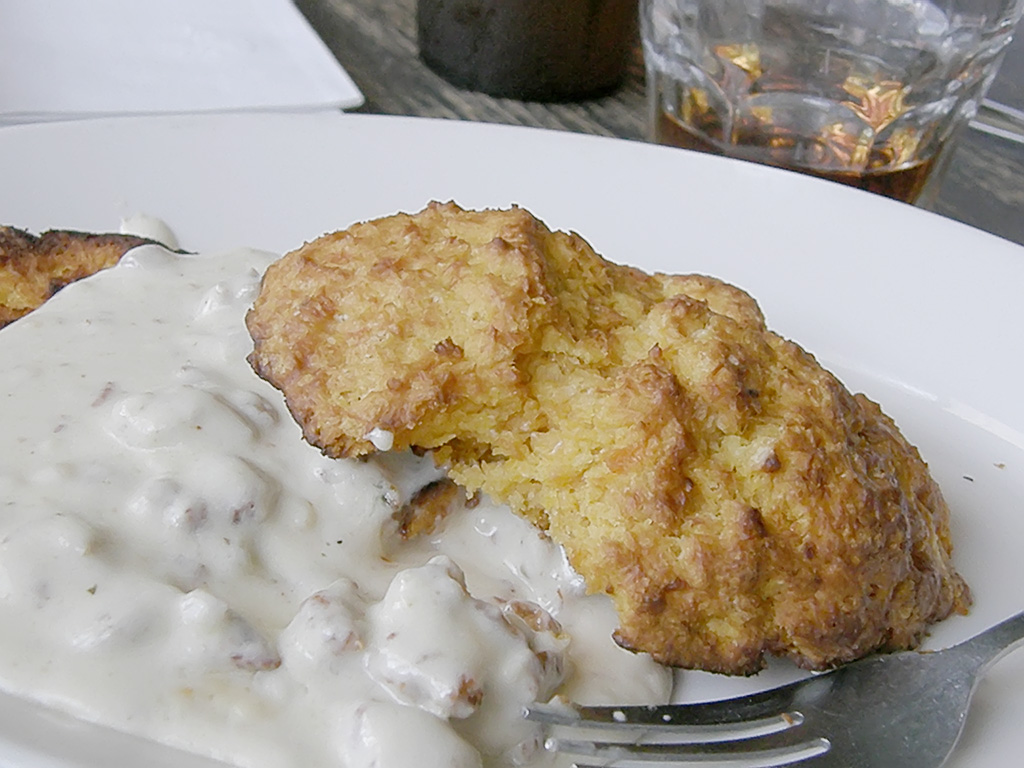
비스킷 앤드 그레이비

## 같이 보기
- 스콘